# Dominique Moceanu

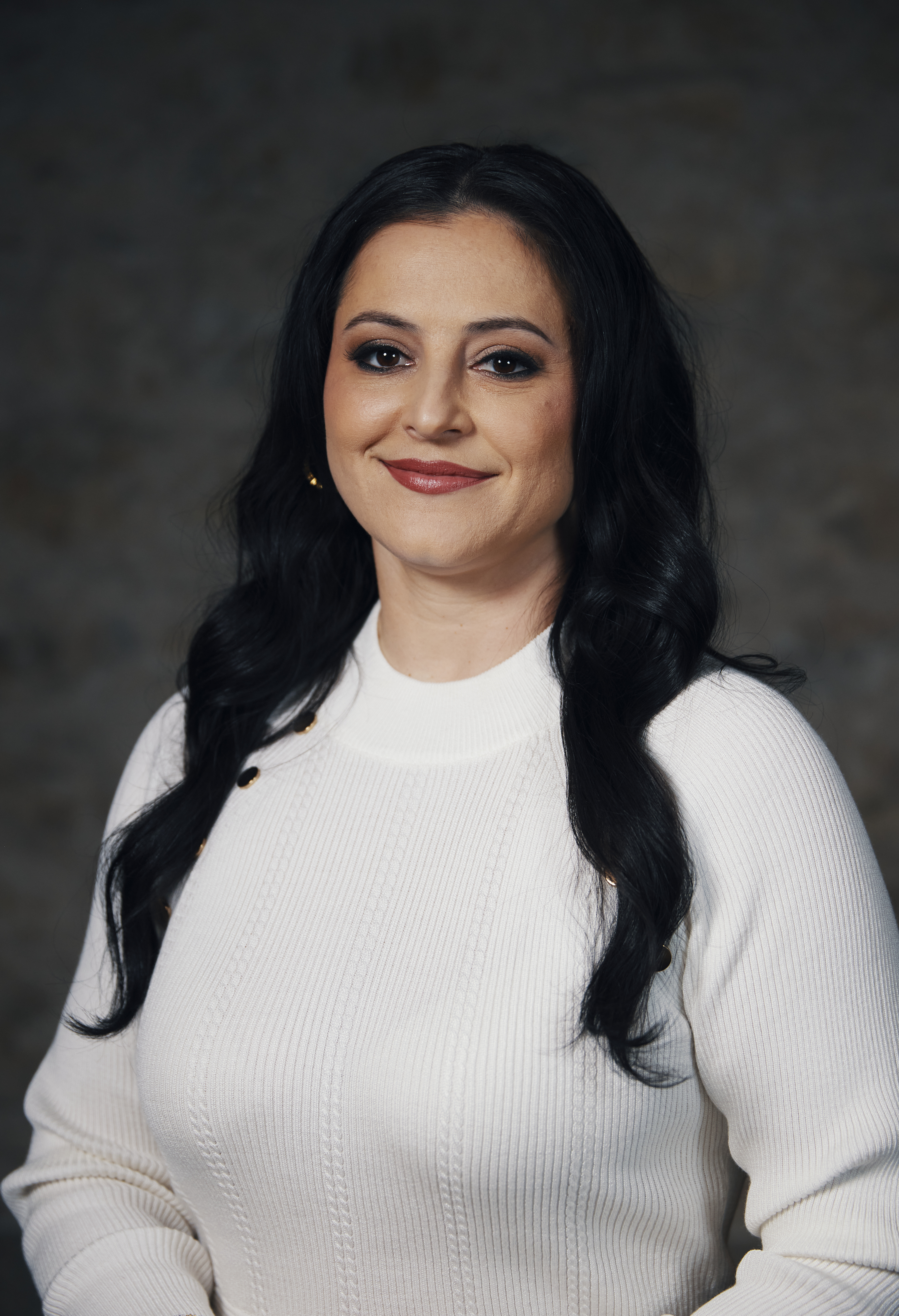
Dominique Moceanu, 2024

Dominique Helen Moceanu (* 30. September 1981 in Hollywood, Kalifornien, Vereinigte Staaten) ist eine US-amerikanische Geräteturnerin rumänischer Herkunft, die als jüngste Teilnehmerin bei Olympischen Sommerspielen eine Goldmedaille gewann und durch einen Rechtsstreit mit ihren Eltern wegen ihrer Kindheit bekannt wurde.

## Leben
Die Moceanus kamen 1980 von Rumänien in die USA. Die Familie lebte in Kalifornien, Illinois und Florida, bevor sie nach Houston zog.
Dominique Moceanu begann mit dem Turnen 1984 und war sechs Jahre im US-Nationalteam. Ihre Lieblingsdisziplinen waren Boden und Schwebebalken. Sie spricht fließend Rumänisch. 1996 war sie auf dem Cover der Zeitschrift Vanity Fair und erschien in einem Werbespot von Kodak-TV.
Dominique Moceanu nahm im Alter von 14 Jahren an den Olympischen Sommerspielen 1996 in Atlanta teil. Sie trat im Mehrkampf der Goodwill Games an. Mit 77,523 Punkten landete sie bei den Frauen auf dem ersten Platz und gewann für die USA neben fünf anderen Teilnehmerinnen die Goldmedaille am Schwebebalken.
Am 30. Oktober 1998 erklärte sie ein Gericht in Houston vorzeitig für volljährig und folgte damit dem Antrag der damals 17-Jährigen, die ihre Eltern der Unterschlagung von Geldern bezichtigt hatte. Camelia und Dumitru Moceanu investierten Einnahmen in Höhe von rund vier Millionen US-Dollar, ohne Rücksprache mit ihrer Tochter getroffen zu haben, um damit den Bau eines Kunstturnlagers finanzieren zu können. Dominique Moceanu hat ihre Eltern angeklagt: „Ich war nur ihr Geschäft. Sie haben mir meine Kindheit geraubt - und mein Geld“, sagte sie.
Sie warf ihren Eltern vor, durch das Trainingsprogramm ihre Kindheit gestohlen zu haben. Camelia und Dumitru Moceanu sollen das von ihrer Tochter gewonnene Preisgeld falsch verwaltet und Dominique nicht die Sachen geboten haben, die normale Mädchen in ihrem Alter gemacht hätten. 
Wegen einer im Training aufgetretenen Verletzung am Kniegelenk musste sie 1999 auf die Weltmeisterschaft im Oktober in der Volksrepublik China verzichten und sich einer Operation unterziehen. Im folgenden Jahr musste sie aus dem gleichen Grund am Vorabend der US-Trials in Boston aufgeben und konnte nicht mehr an den Olympischen Spielen 2000 teilnehmen.
Dominique Moceanu besuchte die Northland Christian School und hat sie im Herbst 1997 mit der elften Klasse abgeschlossen. Sie veröffentlichte eine Autobiographie mit dem Titel „Dominique Moceanu: An American Champion“. Ihre Familie besitzt das Turnzentrum Moceanu Gymnastics in Houston.
Am 13. März 2009 wurde Dominique Moceanu Mutter eines Sohnes, Vincent Michael.

## Familie
Die Eltern Camelia und Dumitru Moceanu sind in Rumänien geboren worden, sie waren beide aktive Wettbewerbsturner. Ihr Vater Dumitru war im rumänischen Juniorennationalteam und ihre Mutter Camelia eine Level-10-Turnerin.
Dominique hat zwei jüngere Schwestern, Jennifer Bricker, geb. 1. Oktober 1987, und Christina, am 24. August 1989 geboren.
Beide Schwestern sind auch Turnerinnen, Jennifer obwohl sie keine Beine hat. Dominique war Jennifers Idol, bevor sie herausfand, dass sie ihre Schwester ist.